# Franklin Guerra
Franklin Guerra (n. Portoviejo, Ecuador; 12 de abril de 1992) es un futbolista ecuatoriano. Juega de defensa central y su equipo actual es Barcelona Sporting Club de la Serie A de Ecuador.

## Trayectoria

### EL Nacional
Guerra debutó en El Nacional en el año 2010, jugando como mediocampista o defensa central llegó a ser uno de los jugadores más destacados del equipo y su capitán. En 2012 tuvo su debut internacional con la camiseta militar, en la Copa Libertadores de ese año.

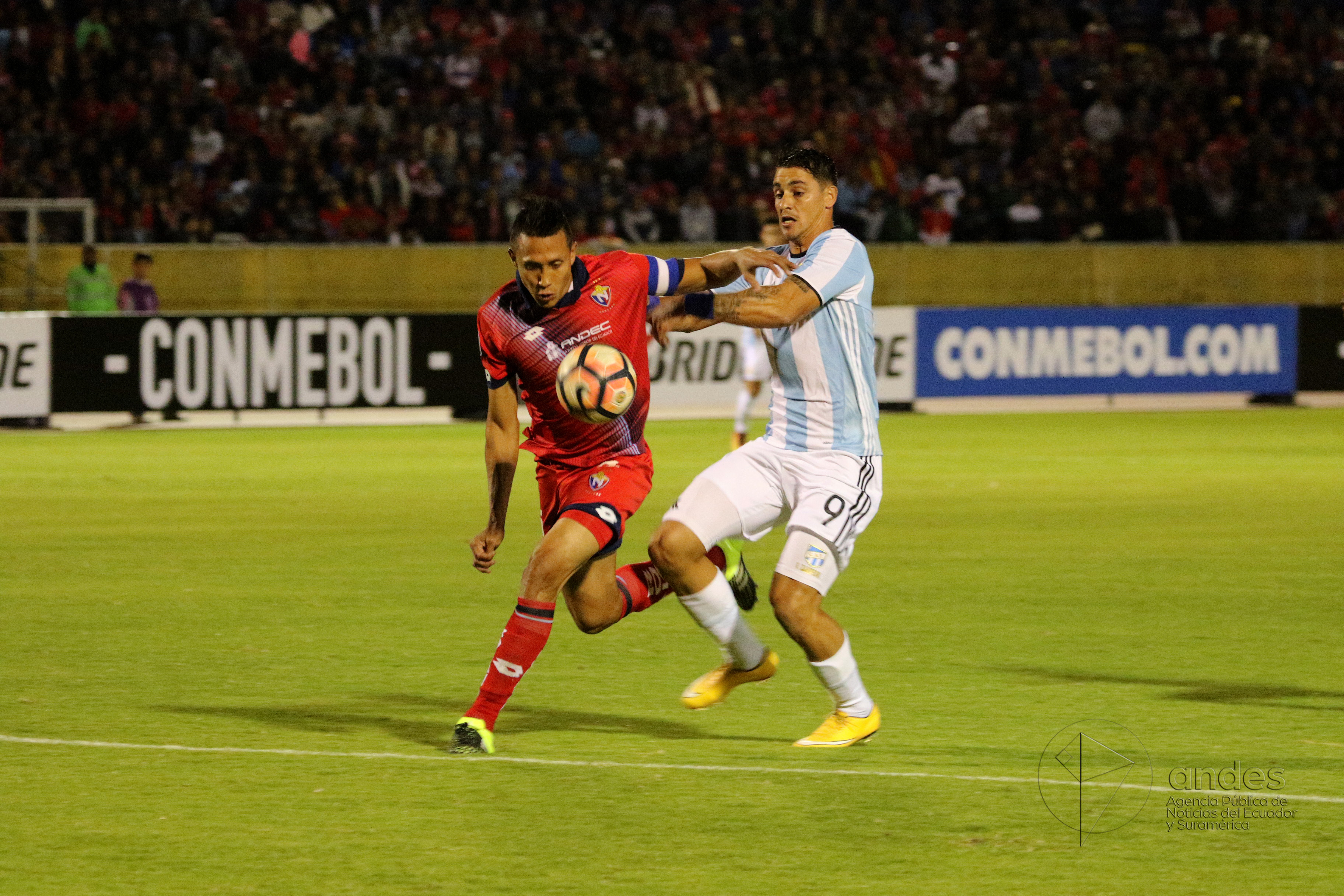
Guerra en un partido de Copa Libertadores ante Atlético Tucumán.

### Liga Deportiva Universitaria
En diciembre de 2017 LDU hizo el anuncio de que Guerra jugará desde 2018 en sus filas. Es uno de los jugadores más destacados en defensa y en el 2018 es campeón del torneo local y obtiene su primer campeonato de su carrera profesional.
En el 2019 es campeón con el equipo albo de la primera edición de la Copa Ecuador demostrando un alto nivel en la defensa durante todo el torneo.
En 2020 formó parte del equipo titular que llegó a la final del torneo nacional, además logró el título de campeón de la Supercopa de Ecuador, repetería el título en 2021.

### Universidad Católica
El 27 de diciembre de 2022 se anunció su fichaje a Universidad Católica para la temporada 2023, en condición de préstamo por un año con opción a compra.

## Selección nacional
Fue convocado por Gustavo Alfaro para jugar los partidos de eliminatorias ante las selecciones de Paraguay, Chile y Uruguay. Fue desconvocado de la selección antes del partido contra Chile por problemas físicos.

### Participaciones en eliminatorias
| Eliminatorias      | Sede            | Resultado   | Partidos | Goles |
| ------------------ | --------------- | ----------- | -------- | ----- |
| Eliminatorias 2022 | América del Sur | Clasificado | 0        | 0     |

## Estadísticas

### Clubes
Actualizado al último partido disputado el 3 de diciembre de 2023.
| Club                                   | Div.                | Temporada           | Liga  | Liga  | Copas nacionales | Copas nacionales | Copas internacionales | Copas internacionales | Total | Total |
| Club                                   | Div.                | Temporada           | Part. | Goles | Part.            | Goles            | Part.                 | Goles                 | Part. | Goles |
| -------------------------------------- | ------------------- | ------------------- | ----- | ----- | ---------------- | ---------------- | --------------------- | --------------------- | ----- | ----- |
| El Nacional · Ecuador                  | 1.ª                 | 2010                | 12    | 0     | Inexistentes     | Inexistentes     | Inexistentes          | Inexistentes          | 12    | 0     |
| El Nacional · Ecuador                  | 1.ª                 | 2011                | 26    | 0     | Inexistentes     | Inexistentes     | Inexistentes          | Inexistentes          | 26    | 0     |
| El Nacional · Ecuador                  | 1.ª                 | 2012                | 13    | 0     | Inexistentes     | Inexistentes     | 2                     | 0                     | 15    | 0     |
| El Nacional · Ecuador                  | 1.ª                 | 2013                | 38    | 0     | Inexistentes     | Inexistentes     | Inexistentes          | Inexistentes          | 38    | 0     |
| El Nacional · Ecuador                  | 1.ª                 | 2014                | 40    | 0     | Inexistentes     | Inexistentes     | Inexistentes          | Inexistentes          | 40    | 0     |
| El Nacional · Ecuador                  | 1.ª                 | 2015                | 23    | 0     | Inexistentes     | Inexistentes     | Inexistentes          | Inexistentes          | 23    | 0     |
| El Nacional · Ecuador                  | 1.ª                 | 2016                | 36    | 1     | Inexistentes     | Inexistentes     | Inexistentes          | Inexistentes          | 36    | 1     |
| El Nacional · Ecuador                  | 1.ª                 | 2017                | 39    | 3     | Inexistentes     | Inexistentes     | 2                     | 0                     | 39    | 3     |
| El Nacional · Ecuador                  | Total club          | Total club          | 227   | 4     | 0                | 0                | 4                     | 0                     | 231   | 4     |
| Liga Deportiva Universitaria · Ecuador | 1.ª                 | 2018                | 44    | 1     | 0                | 0                | 6                     | 0                     | 50    | 1     |
| Liga Deportiva Universitaria · Ecuador | 1.ª                 | 2019                | 27    | 2     | 0                | 0                | 4                     | 0                     | 31    | 2     |
| Liga Deportiva Universitaria · Ecuador | 1.ª                 | 2020                | 22    | 1     | 0                | 0                | 5                     | 1                     | 26    | 2     |
| Liga Deportiva Universitaria · Ecuador | 1.ª                 | 2021                | 24    | 0     | 1                | 0                | 9                     | 1                     | 34    | 1     |
| Liga Deportiva Universitaria · Ecuador | 1.ª                 | 2022                | 24    | 1     | 2                | 0                | 5                     | 0                     | 31    | 1     |
| Liga Deportiva Universitaria · Ecuador | Total club          | Total club          | 141   | 5     | 3                | 0                | 29                    | 2                     | 173   | 7     |
| Universidad Católica · Ecuador         | 1.ª                 | 2023                | 29    | 1     | 0                | 0                | 2                     | 0                     | 31    | 1     |
| Universidad Católica · Ecuador         | Total club          | Total club          | 29    | 1     | 0                | 0                | 2                     | 0                     | 31    | 1     |
| Barcelona S. C. · Ecuador              | 1.ª                 | 2024                | 0     | 0     | 0                | 0                | 0                     | 0                     | 0     | 0     |
| Barcelona S. C. · Ecuador              | Total club          | Total club          | 0     | 0     | 0                | 0                | 0                     | 0                     | 0     | 0     |
| Total en su carrera                    | Total en su carrera | Total en su carrera | 397   | 10    | 3                | 0                | 35                    | 2                     | 435   | 12    |
| 1. 2.                                  |                     |                     |       |       |                  |                  |                       |                       |       |       |

### Participaciones internacionales
| Torneo                 | Club                         | Resultado        |
| ---------------------- | ---------------------------- | ---------------- |
| Copa Libertadores 2017 | El Nacional                  | Primera fase     |
| Copa Sudamericana 2018 | Liga Deportiva Universitaria | Octavos de final |
| Copa Libertadores 2019 | Liga Deportiva Universitaria | Cuartos de final |
| Copa Libertadores 2020 | Liga Deportiva Universitaria | Octavos de final |
| Copa Libertadores 2021 | Liga Deportiva Universitaria | Fase de grupos   |
| Copa Sudamericana 2021 | Liga Deportiva Universitaria | Cuartos de final |
| Copa Sudamericana 2022 | Liga Deportiva Universitaria | Fase de grupos   |

## Palmarés

### Campeonatos nacionales
| Título                 | Club                         | País    | Año     |
| ---------------------- | ---------------------------- | ------- | ------- |
| Campeonato Ecuatoriano | Liga Deportiva Universitaria | Ecuador | 2018    |
| Copa Ecuador           | Liga Deportiva Universitaria | Ecuador | 2018-19 |
| Supercopa de Ecuador   | Liga Deportiva Universitaria | Ecuador | 2020    |
| Supercopa de Ecuador   | Liga Deportiva Universitaria | Ecuador | 2021    |

### Distinciones individuales
| Distinción                                    | Año  |
| --------------------------------------------- | ---- |
| 11 ideal del Campeonato Ecuatoriano de Fútbol | 2018 |